# السلام عليك يا مريم (فلم)
فيلم السلام عليك يا مريم (بالإنجليزية: Ave Maria) هو فيلم كوميدي ودرامي قصير من إنتاج شركة «إنكونيتو فيلمز» الفرنسية وتمويل مؤسسة روبرت بوش ستيف تونغ الألمانية وكتابة وإخراج باسيل خليل ودانيال يانيز. وهو فيلم ناطق بالعربية والإنجليزية والعبرية. تدور أحداث الفيلم في 14 دقيقة حيث تتعطل سيارة عائلة مستوطنين إسرائيليين في أحد أيام السبت قرب دَير فلسطيني منعزل في الضفة الغربية تقطنه خمس راهبات فلسطينيات. يوم السبت يمتنع اليهود عن استخدام الأجهزة التكنولوجية، فيما لا تستطيع الراهبات التحدث لنذرهن أنفسهن للصمت. تم تصويره في حيفا شمال فلسطين المحتلة، وفي دير مهجور بالقرب من مدينة أريحا بالضفة الغربية. مما يدفعهن لإيجاد حل غير تقليدي.
تم ترشيح الفيلم لجائزة الأوسكار لأفضل فيلم حي قصير في حفل توزيع جوائز الأوسكار الثامن والثمانون.

## الممثلون
- ماريا زريق
- هدى الإمام
- شادي سرور
- روث فرحي
- مايا كورين
- رنين بشارات-إسكندر
- ماريا دي بينا

## جوائز وترشيحات
كان عرض الفيلم الأول في مسابقة الأفلام القصيرة ضمن مهرجان كان السينمائي في مايو 2015. عُرض بأكثر من 50 مهرجان في 27 دولة، وحصد منها 10 جوائز خلال مدة 7 أشهر فقط أبرزها جائزة أفضل سيناريو في مهرجان غرونوبل للأفلام القصيرة في فرنسا.
| الجائزة        | تاريخ الحفل                               | التصنيف                           | المستلمون والمرشحون | النتيجة | المرجع |
| -------------- | ----------------------------------------- | --------------------------------- | ------------------- | ------- | ------ |
| جائزة الأوسكار | حفل توزيع جوائز الأوسكار الثامن والثمانون | جائزة الأوسكار لأفضل فيلم حي قصير | Ave Maria           | رُشِّح     | [ 4 ]  |

## وصلات خارجية
- السلام عليك يا مريم (فيلم) على موقع IMDb (الإنجليزية)
- السلام عليك يا مريم (فيلم) على موقع ألو سيني (الفرنسية)
- السلام عليك يا مريم (فيلم) على موقع فيلمافينيتي (الإسبانية)
- السلام عليك يا مريم (فيلم) على موقع قاعدة بيانات الفيلم (الإنجليزية)
- السلام عليك يا مريم (فيلم) على موقع ليتربوكسد (الإنجليزية)
- السلام عليك يا مريم (فيلم) على موقع كينوبويسك (الروسية)
- الموقع الرسمي
- السلام عليك يا مريم  في قاعدة بيانات الأفلام على الإنترنت (بالإنجليزية)